# 孟倩倩
孟倩倩（1991年1月6日—）是中國女子田徑運動員，曾在2009年全國室內田徑錦標賽南京站奪得鉛球冠軍，並代表中國參加2010年IAAF鑽石聯賽上海站。2011年7月，孟倩倩在亞洲田徑錦標賽鉛球決賽，以18.31公尺奪金。

## 外部連結
- 孟倩倩在的頁面